# NGC 7144
NGC 7144 је елиптична галаксија у сазвежђу Ждрал која се налази на NGC листи објеката дубоког неба.
Деклинација објекта је - 48° 15' 17" а ректасцензија 21h 52m 42,6s. Привидна величина (магнитуда) објекта NGC 7144 износи 10,9 а фотографска магнитуда 11,9. Налази се на удаљености од 24,724 милиона парсека од Сунца. NGC 7144 је још познат и под ознакама ESO 237-11, PGC 67557.